# Канунников, Владимир Анатольевич
Владимир Анатольевич Канунников (род. 1928, Москва) — советский футболист, нападающий.

## Биография
Владимир Канунников родился в 1928 году в городе Москва.
Играл в футбол на позиции нападающего. В 1944 году выступал за московские «Трудовые резервы». В 1946 году в их составе выступал во второй группе чемпионата СССР, провёл 19 матчей.
В 1947—1950 годах играл во втором эшелоне чемпионата СССР за московский ВМС.
В 1951—1952 годах защищал цвета московского ВВС, однако не закрепился в составе: в первом сезоне провёл три матча в чемпионате СССР, во втором — один.
В 1953—1954 годах играл в классе «Б» чемпионата СССР за калининский «Спартак». В сезоне-54 провёл 22 матча, забил 11 мячей.
В 1955 году перешёл в московский «Спартак», но не провёл ни одного матча за главную команду. Выступая за дубль красно-белых, сыграл 18 матчей, забил 8 мячей.
В 1956 году защищал цвета ташкентского «Пахтакора». Провёл в классе «Б» 21 матч, забил 5 голов. Кроме того, играл в футбольном турнире летней Спартакиады народов СССР, участвовал в единственном матче сборной Узбекской ССР, в котором она в 1/8 финала проиграла сборной РСФСР (1:3).
В 1957 году выступал на том же уровне за ереванский «Спартак». В 15 матчах класса «Б» забил 10 мячей.

## Семья
Отец — Анатолий Александрович Канунников, советский футболист.
Дядя — Павел Александрович Канунников (1898—1974), российский и советский футболист. Играл за сборную СССР.